# Starý Hloubětín
Starý Hloubětín je lokalita v katastrálním území Hloubětín na Praze 14 a malá část na Praze 9. Jedná se o původní jádro obce, ke které se váže první písemná zmínka z roku 1207. Do zrušení poddanství v roce 1848 byl hloubětínskou vrchností rytířský řád křižovníků s červenou hvězdou. Od roku 1922 je Hloubětín součástí hlavního města Prahy.

## Vymezení

### Širší
Starý Hloubětín leží mezi ulicí Poděbradskou a vrchem Lehovec (Hlohovec). Východní hranici tvoří ulice Slévačská, západní hranici řeka Rokytka a Kejřův mlýn. Podstatu Starého Hloubětína tvoří vedle kostela a starých statků rodinné domy a vilky z meziválečného období, které byly postaveny na rozparcelovaných polích velkostatku a dalších dvorů. Podle této definice je součástí Starého Hloubětína i lokalita Chaloupky a část sídliště Hloubětín z let 1961–1965 od architekta Miloslava Hudce, Josefa Poláka a Karla Štefce, protože některé budovy se nacházejí na jih od Poděbradské. Sídliště Hloubětín je však samostatný celek, stejně tak lze chápat i Chaloupky, proto existuje ještě užší vymezení.

### Užší

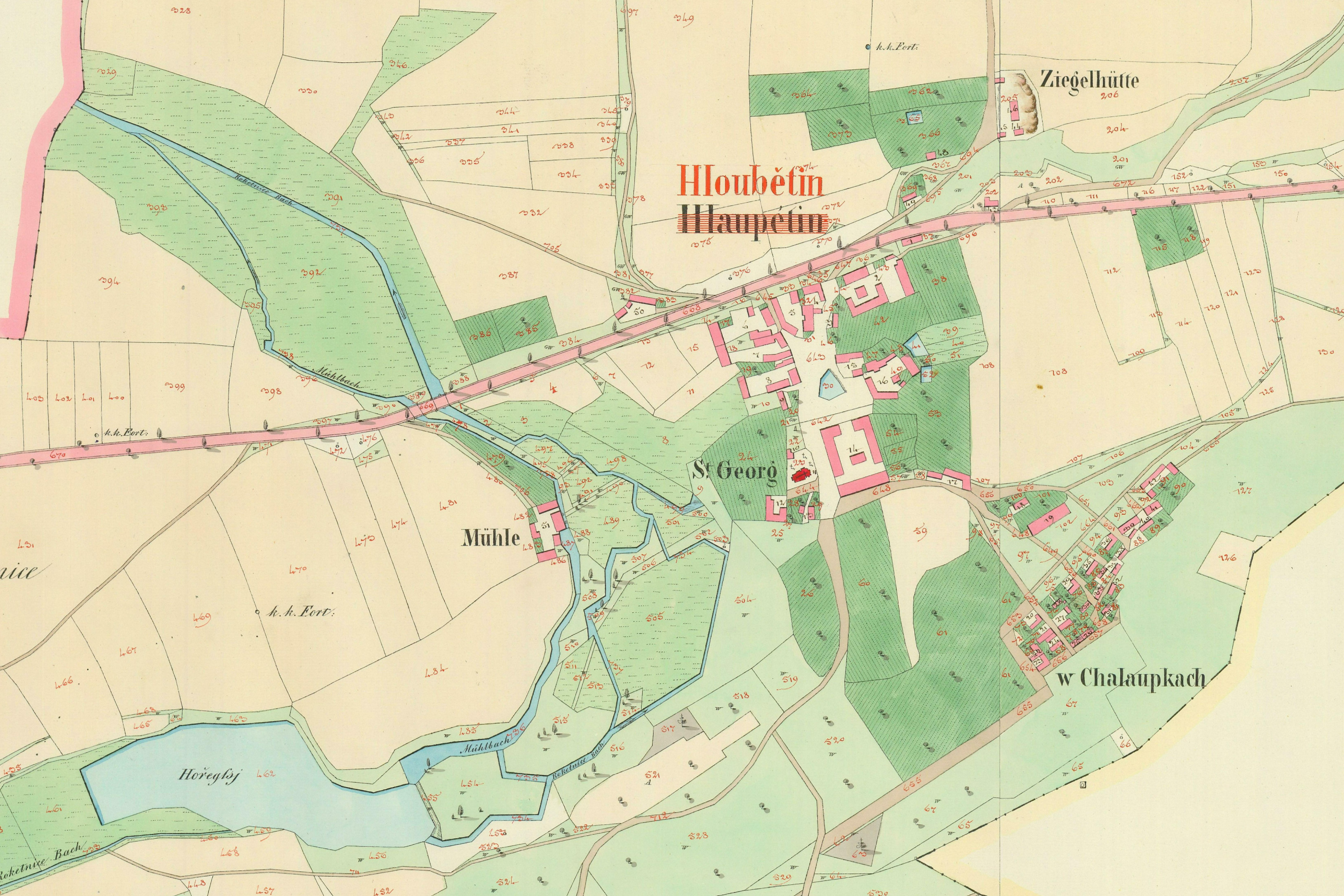
Hloubětín (Hlaupětin) na císařském otisku mapy Stabilního katastru z roku 1841.

Podle tohoto vymezení je Starý Hloubětín pouze území původní vsi. Západní hranici tvoří řeka Rokytka a Kejřův mlýn. Lokalitu v této části připomíná tramvajová smyčka se zastávkou Starý Hloubětín. Severní hranici tvoří ulice Poděbradská, která kopíruje starou středověkou cestu. Východní hranici tvoří severní úsek ulice Soustružnické a dále se ubírá šikmo na jihozápad. A konečně jižní hranici tvoří stará škola (čp. 78) a ulice U Slavoje.
Na sever od Starého Hloubětína se nachází Nový Hloubětín, na východ sídliště Hloubětín, na východ a jih čtvrť rodinných domů se zahradami Chaloupky. Na západ je hloubětínská průmyslová zóna, například areál Tesla Hloubětín, jehož objekty však byly v roce 2021 strženy a který se od roku 2022 bude přeměňovat v rezidenční čtvrť Tesla Hloubětín. Už v letech 2010–2012 byl postaven velký bytový dům Nademlejnská.
Přirozeným centrem je náměstí Ve Starém Hloubětíně, hlavní dominanty jsou kostel svatého Jiří, Zámek Hloubětín a Křižovnický dvůr.

## Nejstarší objekty
Nejstarší podobu Hloubětína známe z roku 1515. Zdrojem informací je křižovnický urbář, který dokládá, že v Hloubětíně bylo pět selských usedlostí (dnešní čp. 16, 17, 19 a zbořené čp. 3 a 4), naprava a krčma s kovárnou. Domy byly očíslovány v roce 1770 (konskripční číslo).
V následující tabulce je přehled 22 nejstarších objektů očíslovaných vojáky za vlády Marie Terezie. Kostely tehdy číslovány nebyly.
| Nejstarší světské stavby v Hloubětíně   | Nejstarší světské stavby v Hloubětíně          | Nejstarší světské stavby v Hloubětíně | Nejstarší světské stavby v Hloubětíně                                  | Nejstarší světské stavby v Hloubětíně                                                                               | Nejstarší světské stavby v Hloubětíně                                                                   |
| Konskripční číslo přidělené v roce 1770 | Ulice (nebo lokalita) a současné číslo popisné | Budova | Existence před 1515                                                    | Existence v současnosti                                                                                             | Poznámky                                                                                                |
| --------------------------------------- | ---------------------------------------------- | --- | ---------------------------------------------------------------------- | --- | --- |
| NC 1                                    | Poděbradská čp. 1/110                          | Panská hospoda. V roce 1770 v pronájmu šenkýře Jana Brože | postavena v roce 1711                                                  | stojí dodnes | |
| NC 2                                    | Hloubětínská                                   | Pastouška – domek na obecním pozemku, v roce 1770 ji obýval obecní pastýř Jiří Syrovátka |                                                                        | zbořena před rokem 1977                                                                                             | V pozdější době v ní byla hasičská zbrojnice                                                            |
| NC 3                                    | Hloubětínská                                   | Lykařovský grunt, Lykařovi zde hospodařili do roku 1677. Rodina Felixových ho obývala nepřetržitě v letech 1697–1975. V roce 1770 statek polovičního sedláka Jana Felixe.                                                                                              | stál prokazatelně před rokem 1515                                      | zbořen před rokem 1977                                                                                              | V současnosti (2018) čp. 3 v Hloubětíně není.                                                           |
| NC 4                                    | Hloubětínská                                   | Bartoňovský grunt, v roce 1770 statek sedláka a rychtáře Jana Wagnera | stál prokazatelně před rokem 1515                                      | zbořen před rokem 1977                                                                                              | V současnosti (2018) čp. 4 v Hloubětíně není.                                                           |
| NC 5                                    | Hloubětínská čp. 5/28                          | Křižovnický dvůr, v roce 1770 panský dvůr. Po jistou dobu v něm byl špitál, fara a škola. | stál prokazatelně před rokem 1515                                      | stojí dodnes | Majetek křižovniků s červenou hvězdou                                                                   |
| NC 6                                    | Šestajovická                                   | Wagnerovská chalupa, v roce 1770 chalupa na pozemku rychtáře Jana Wagnera |                                                                        | zbořena před rokem 1977                                                                                             | V současnosti (2018) čp. 6 v Hloubětíně není.                                                           |
| NC 7                                    | Chaloupky                                      | Panský ovčín |                                                                        | zbořen po roce 1864                                                                                                 | V současnosti má čp. 7 dům V Chaloupkách č. o. 52                                                       |
| NC 8                                    | Chaloupky                                      | Domek na panské půdě, v roce 1770 ho obýval Jan Balbín |                                                                        | zanikl po roce 1864                                                                                                 | V 70. letech 20. století měl čp. 8 závod Zukov na Hutích. V současnosti (2018) čp. 8 v Hloubětíně není. |
| NC 9                                    | Chaloupky                                      | Panský domek, v roce 1770 obydlí deputátníků panského dvora |                                                                        | zbořen, až po roce 1977?                                                                                            | V současnosti (2018) čp. 9 v Hloubětíně není.                                                           |
| NC 10                                   | V Chaloupkách čp. 10/76                        | Domek na panské půdě, v roce 1770 ho obývala žebračka Smutná |                                                                        | stojí dodnes | |
| NC 11                                   | Čertouská čp. 11/1                             | Domek na panské půdě, v roce 1770 ho obýval Vojtěch Modler |                                                                        | stojí dodnes | |
| NC 12                                   | Hloubětínská                                   | Škola na církevním pozemku |                                                                        | zbořena před rokem 1977                                                                                             | V současnosti (2018) čp. 12 v Hloubětíně není.                                                          |
| NC 13                                   | Hloubětínská čp. 13/3                          | Hloubětínský zámek ze 70. let 19. století. V roce 1770 statek polovičního sedláka Jakuba Schwaba. | sídlo tam bylo prokazatelně před rokem 1515                            | novější stavba z roku 1873 na stejném místě – zámek dodnes stojí                                                    | |
| NC 14                                   | Hloubětínská čp. 14/9                          | Chalupa na obecním pozemku, v roce 1770 ho obýval Martin Holec |                                                                        | stojí dodnes | |
| NC 15                                   | K Náhonu čp. 15/2                              | Kejřův mlýn, panský mlýn byl v roce 1770 pronajatý vrchnostenskému mlynáři Jakubu Svobodovi. První mlynář se jmenoval Václav Houser, poslední Josef Kejř. | nejstarší zmínka o mlýnu je z roku 1544                                | značně přestavěná budova mlýna stojí dodnes                                                                         | |
| NC 16                                   | Hloubětínská čp. 16/11                         | Brogovský grunt, Millerův dvůr. Rytíř Jan Miller ze Zlaté Koruny ho koupil v roce 1629, v roce 1648 byl velitelem dobrovolníků a vojáků bránících Karlův most před Švédy. V roce 1770 v něm hospodařil sedlák Tomáš Most. Za socialismu zde byla Mototechna U Maškové. |                                                                        | stojí dodnes | |
| NC 17                                   | Hloubětínská čp. 17/13                         | Grunt Čtverákovský či Jelinkovský. V roce 1770 v něm hospodařil sedlák František Král | stál prokazatelně před rokem 1515                                      | stojí dodnes | |
| NC 18                                   | Poděbradská čp. 18/104                         | Wagnerovský grunt. V roce 1770 v něm hospodařil sedlák Tomáš Novák. | stál prokazatelně před rokem 1515                                      | stojí dodnes | |
| NC 19                                   | Poděbradská čp. 19/106                         | Antochův grunt. V roce 1770 v něm hospodařil sedlák Martin Kotnaur. | stál prokazatelně před rokem 1515                                      | stojí dodnes | |
| NC 20                                   | Hloubětínská čp. 20/17                         | Wagnerův statek. V roce 1770 statek čtvrtinového sedláka Jakuba Wagnera |                                                                        | stojí dodnes | Od roku 2007 zde funguje hotel.                                                                         |
| NC 21                                   | K Hutím čp. 996/20                             | Samota Huť, louhovna dolu Antonín | kamencový důl otevřeli v roce 1767 Johann Šimon Krenn a Kryštof Berger | už nestojí, v současnosti je na pozemku trafostanice                                                                | V současnosti (2018) čp. 21 v Hloubětíně není.                                                          |
| NC 22                                   | Mezitraťová čp. 343/26                         | Samota vinice, stavení na panské vinici. |                                                                        | původní stavení zaniklo, v současnosti tam stojí Jiránkova vila (po změně hranic katastrálního území v Hrdlořezích) | V současnosti má čp. 22 objekt Nehvizdská 8, kde v 70. letech 20. století bývaly jesle.                 |

Z přehledu vyplývá, že ve smyslu trvání objektu jsou v Hloubětíně nejstarší kostel, křižovnický dvůr čp. 5, bývalý mlýn čp. 15 a bývalé statky čp. 16, 17 a 19. Tyto objekty jsou prokazatelně více než 400 let staré. Šest objektů je prokazatelně starších než 200 let, a sice čp. 18 a 20, které byly postaveny kolem roku 1700, krátce po nich stará hospoda čp. 1 v roce 1711. Konečně čp. 10, 11 a nádvorní chalupa u čp. 14, které prokazatelně existovaly v roce 1770.